# Carl Vincent Krogmann
Carl Vincent Krogmann, född den 3 mars 1889 i Hamburg, död där den 14 mars 1978, var en tysk redare, bankir och industriman. Han var Hamburgs borgmästare 1933-1936 sedan nazisterna tagit över makten i staden.
Krogmann kom ur en gammal hamburgsk köpmansfamilj och var delägare i handelshuset Wachsmuth und Krogmann. Han blev invald i Hamburgs senat 1933 och valdes till Hamburgs borgmästare. Han gick samma år med i NSDAP. 1936 ändrades stadens styre som en följd av nazisternas Gleichschaltung och Krogmann blev ledare för stadens förvaltning. Han internerades i Bielefeld fram till 1948 och dömdes för att ha varit medlem i en brottslig organisation till böter men ansågs ha betalat genom sin tid i häkte. Han arbetade sedan i byggbranschen och var senare ägare till en trähandel. 